# Micromalthidae
Famille
Les Micromalthidae sont une famille de coléoptères.

## Classification
La famille des Micromalthidae est décrite par Herbert Spencer Barber en 1913

## Liste des genres et espèces
Selon BioLib (13 avril 2019) :
- genre Cretomalthus Kirejtshuk & Azar, 2008 †
- genre Micromalthus LeConte in Hubbard & Schwarz, 1878

### Publication originale
- (en) Herbert Spencer Barber, « The remarkable life-history of a new family (Micromalthidae) of beetles », Proceedings of the Biological Society of Washington, Washington, Biological Society of Washington (d), vol. 26,‎ 1913, p. 185-190 (ISSN 0006-324X et 1943-6327, OCLC 1536434, lire en ligne). .